# عبدالمجید بیات

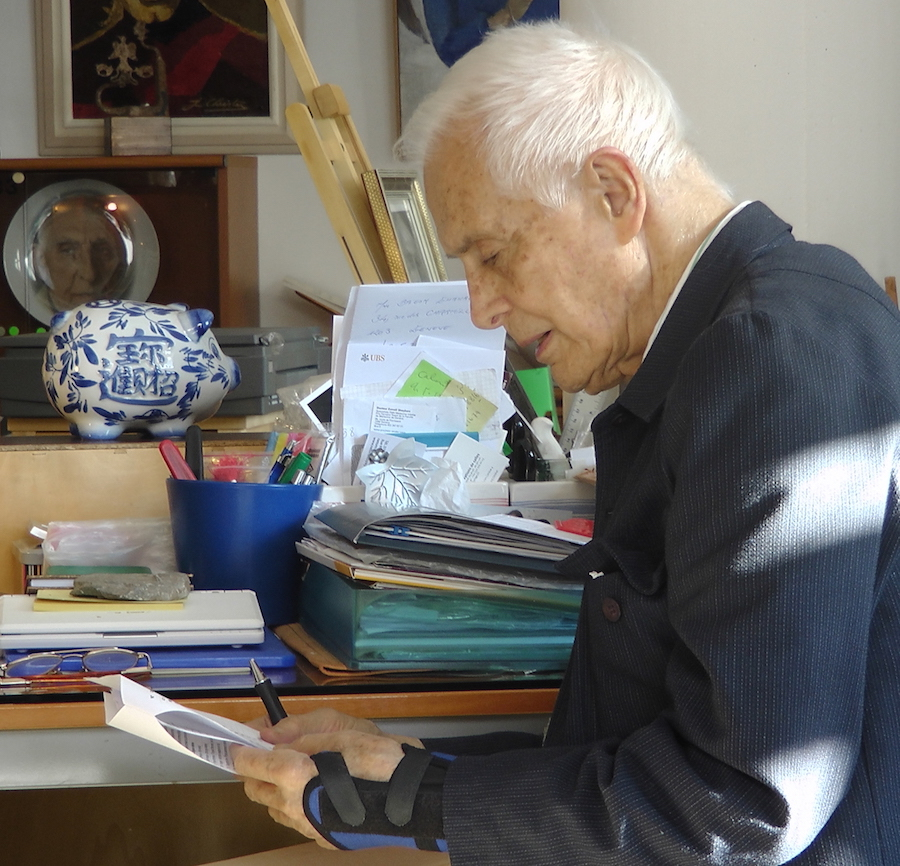
عبدالمجید بیات در کتابخانه ایران‌شناسی در ژنو، ۲۰۱۲

عبدالمجید بیات (۱۹۲۵ – ۱۳ سپتامبر ۲۰۲۱) نویسنده و پایه‌گذار بنیاد مصدق و کتابخانه ایران‌شناسی (وابسته به بنیاد) در ژنو (سوئیس) بود. وی نوه ارشد از نسب دختری محمد مصدق بود.

## زندگی
عبدالمجید بیات در سال ۱۳۰۴ (۱۹۲۵) به دنیا آمد. مادرش ضیا اشرف مصدق دختر بزرگ مصدق و پدرش عزت‌الله بیات است. عبدالمجید پس از پایان تحصیلات در سوئیس به ایران بازگشت. وی از دهه ۱۹۷۰ تا پایان عمر ساکن ژنو بود. فعالیت اصلی او در ژنو پایه‌گذاری و گرداندن بنیاد مصدق و کتابخانه ایران‌شناسی وابسته به آن بود. وی ازدواج نکرد و فرزندی نداشت.
بیات در ۱۳ سپتامبر ۲۰۲۱ در ژنو درگذشت.

## بنیاد مصدق و کتابخانه ایران‌شناسی

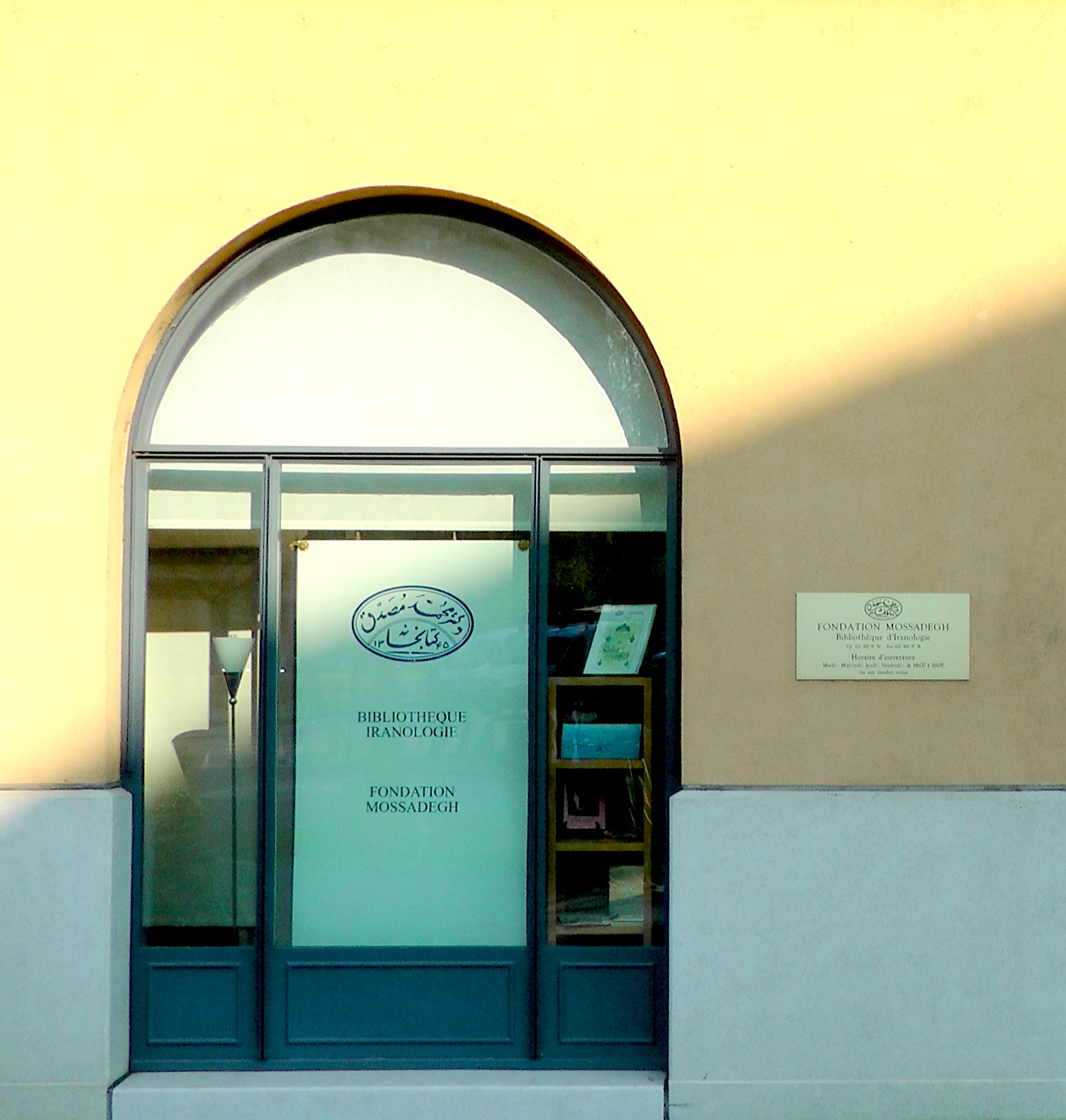
بنیاد مصدق و کتابخانه ایران‌شناسی در ژنو

عبدالمجید بیات در سال ۲۰۰۰ بنیاد مصدق و کتابخانه ایران‌شناسی را در ژنو پایه‌گذاری کرد.بیش از هشت هزار اثر به صورت کتاب، عکس و فیلم در این کتابخانه نگهداری می‌شود. به نوشته تارنمای رسمی بنیاد مصدق، این سازمان غیرانتفاعی است و «توسط درآمدهای حاصله از این میراث بنیانگذار آن عمل می‌کند و هیچ‌گونه کمک مالی از منابٰع عمومی دریافت نمی‌کند.» بنیاد مصدق از سال ۲۰۰۲ تا ۲۰۱۵ به اهدای «جایزه مصدق» در دو رشته کتاب و روزنامه‌نگاری در زمینه ایران‌شناسی پرداخت. نام برندگان در تارنمای بنیاد مصدق منتشر شده‌است.

## آثار
شناخته شده‌ترین اثر عبدالمجید بیات، کتابی است که دربارهٔ پدربزرگش، با عنوان «مصدق: برگ‌هایی از تاریخ ایران» به زبان فرانسوی نوشته‌است. این کتاب در سال ۲۰۱۲ در پاریس چاپ شد. بیات همچنین در مقاله‌ای که در مجله «گزارش» در تهران چاپ شده، سرنوشت خدیجه مصدق (۲۵ آذر۱۳۰۲ در تهران – ۲۹ اردیبهشت ۱۳۸۲ در نوشاتل) دختر کوچک مصدق در سالهای زندگی در آسایشگاهی در ژنو را شرح داده‌است.